# Cnaeus Octavius (consul en -165)
Pour les articles homonymes, voir Cnaeus Octavius.
Cnaeus Octavius est un homme politique romain mort à Laodicée sur mer en 162 av. J.-C..
Il combattit avec succès Persée et obtint le triomphe naval.
En 165 av. J.-C., il est élu consul avec Titus Manlius Torquatus.
Trois ans plus tard, il part rétablir l'ordre en Syrie : il est chargé, avec ses collègues, de faire appliquer des clauses de la paix d'Apamée restées lettre morte ; mais il est assassiné à l'instigation des tuteurs du jeune Antiochos V.
Son fils Cnaeus Octavius deviendra consul en 128 av. J.-C.

## Référence
1. ↑  Polybe, 32, 11.